# Shandi
Singles de Kiss
Sure Know Something
(1979) Tomorrow
(1980)
Pistes de Unmasked
Is That You?
(1) Talk To Me
(3)
Shandi est une chanson du groupe américain de hard rock Kiss issue de l'album Unmasked. Le single connait un succès important dans plusieurs pays, où le titre se classe 4e en Norvège, 5e en Australie et 6e en Nouvelle-Zélande. Le single se classe également à la 10e position en Autriche, 20e aux Pays-Bas, 24e en Belgique et la 28e position en Allemagne. Aux États-Unis, Shandi se classe à la 47e position.
La chanson a été écrite par le guitariste Paul Stanley et le producteur Vini Poncia, le titre a été inspiré par le groupe The Hollies repris de la chanson de Bruce Springsteen 4th of July, Asbury Park (Sandy). Une vidéo promotionnelle a été réalisée pour la chanson, qui s'est avérée être la dernière apparition de Peter Criss avec le groupe avant son départ pour commencer une carrière solo en 1980.
Bien que les quatre membres du groupe apparaissent dans la vidéo, Paul Stanley est le seul membre de la bande à jouer sur le titre. Anton Fig joue la batterie lors des sessions, le roadie de Kiss Tom Harper joue de la basse et le compositeur Holly Knight joue les claviers, tandis que Stanley chante et joue toutes les guitares. Vini Poncia s'occupe des chœurs sur la piste.
Le titre est interprété en solo par Paul Stanley à la guitare pendant que le groupe poursuit la tournée en Australie et en Nouvelle-Zélande. La chanson a également été jouée par Kiss avec l'ensemble de la symphonie de Melbourne pour l'album Kiss Symphony: Alive IV.

## Liste des titres
| A1. | Shandi                 | Paul Stanley, Vini Poncia  | Paul Stanley | 3:33 |
| A2. | Mr. Make Believe       | Gene Simmons               | Gene Simmons | 4:00 |
| B1. | Firehouse              | Paul Stanley               | Paul Stanley | 3:42 |
| B2. | Rock and Roll All Nite | Paul Stanley, Gene Simmons | Paul Stanley | 2:45 |

| A. | Shandi            | Paul Stanley, Vini Poncia | Paul Stanley | 3:33 |
| B. | She's So European | Gene Simmons, Vini Poncia | Gene Simmons | 3:30 |

## Composition du groupe
- Paul Stanley – guitare rythmique, guitare solo et chants.
- Ace Frehley – guitare accoustique,  chœurs
- Tom Harper – basse
- Anton Fig – batterie
- Vini Poncia – chœurs
- Holly Knight – claviers

## Charts
| Pays                                 | Meilleure position | Nombre de semaines | Réf   |
| ------------------------------------ | ------------------ | ------------------ | ----- |
| Allemagne (GfK Entertainment)        | 28                 | 18                 | [ 7 ] |
| Australie (Kent Music Report)        | 5                  | —                  | [ 2 ] |
| Autriche (Ö3 Austria Top 40)         | 10                 | 10                 | [ 4 ] |
| Belgique (Ultratop)                  | 24                 | 5                  | [ 6 ] |
| États-Unis (Billboard Hot 100)       | 47                 | 10                 | [ 8 ] |
| Norvège (VG-lista)                   | 4                  | 9                  | [ 1 ] |
| Pays-Bas (MegaCharts)                | 20                 | 5                  | [ 5 ] |
| Nouvelle-Zélande (Recorded Music NZ) | 6                  | 15                 | [ 3 ] |